# Шмидт, Андреас
Андреас Шмидт-Шаллер (нем. Andreas Schmidt; 23 ноября 1963, Финнентроп, ФРГ — 28 сентября 2017, Берлин) — немецкий актёр кино и телевидения, театральный режиссёр
.

## Биография
Родился 23 ноября 1963 года в городе Хаген. Вырос в Меркишес-Фиртель. В 1980-х годах пел и был гитаристом в рок-группе Lillies große Liebe.
Посещал семинары по актёрскому мастерству и режиссуре.
Дебютировал в кино в 1987 году. За свою тридцатилетнюю карьеру снялся в более чем 130 кино- и телефильмах, участвовал в ТВ-программах. Кроме того, руководил театром. В ноябре 2005 года состоялась премьера режиссёрской работы Шмидта в Берлинском театре на Курфюрстендамм.
Трижды номинировался на высшую национальную премию Германии в области кинематографа Deutscher Filmpreis, выиграл её в 2009 году. В 2012 году был удостоен премии Grimme-Preis за участие в телефильме «Хорошее лето» (Ein guter Sommer).
Известность ему принесло участие в фильмах «Лето на балконе» (2005), «Луна и другие любовники» (2008), телесериалах «Телефон полиции — 110» и «Место преступления», «Тим Талер, или Проданный смех» (2017)
Умер от рака 28 сентября 2017 года в Берлине в возрасте 53 лет.

## Избранная фильмография
- 2017 — Тим Талер, или Проданный смех — Велиал
- 2012 — Приключения Гекльберри Финна — Билл
- 2008 — Закон — Хайо
- 2008 —Луна и другие любовники — Зигги
- 2008 — Доказательство жизни (сериал)
- 2007 — Фальшивомонетчики — Зилински
- 2005 — Клоун
- 2004 — Забойный футбол — Юрген
- 2000 — Забыть Америку
- 1998—2001 — Клоун (сериал)
- 1992—2006 — Закон Вольфа (сериал)
- 1989 — Смерть пеликана
- 1988 — Охотники в прериях Мексики
- 1986 — Мальчик с большой чёрной собакой
- 1973—2004 — Телефон полиции - 110 (сериал) — Томас Граве
- 1973—1983 — Вечный зов (сериал) — эпизод